# Unirea (ziar)

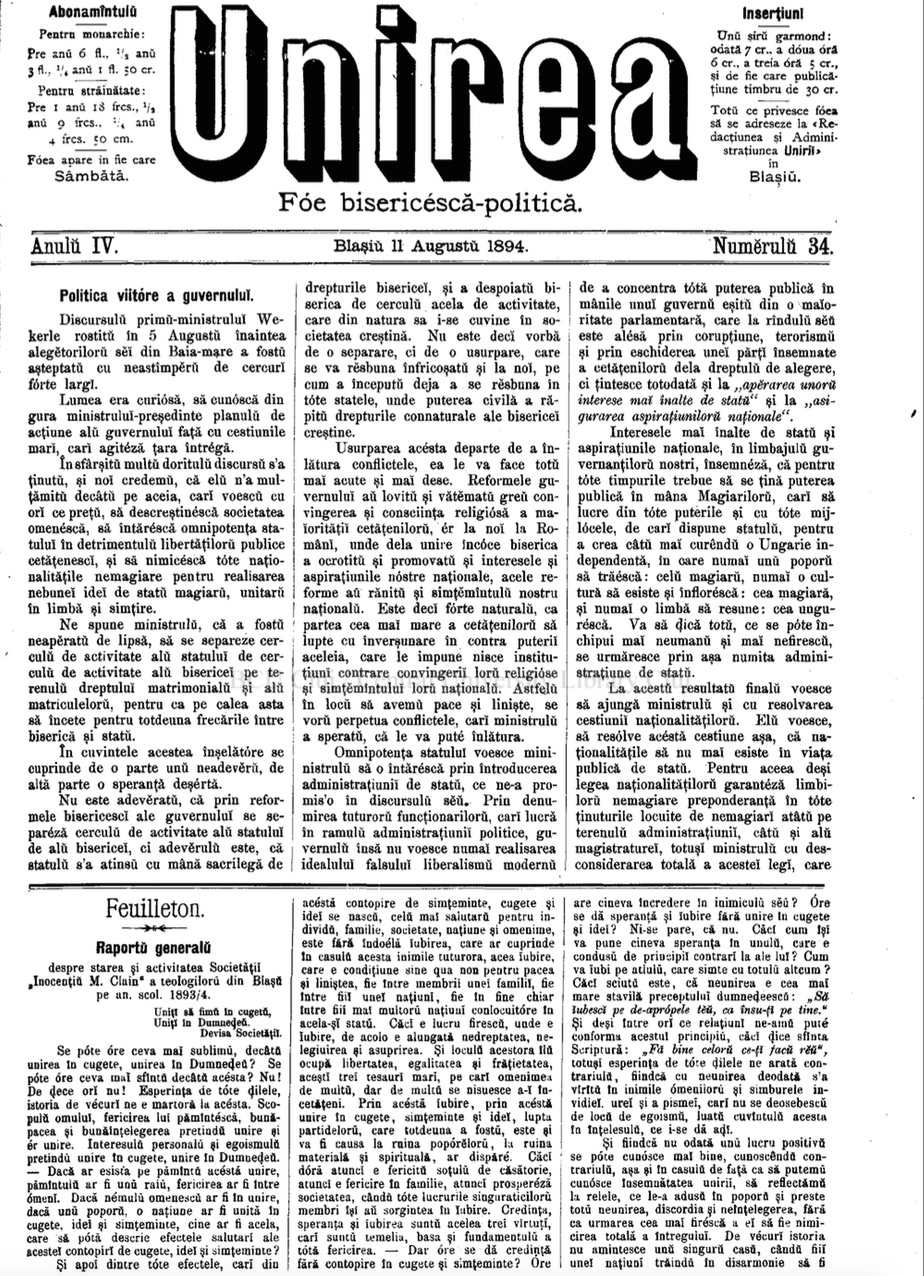
Foaia de titlu a Unirii din 11 august 1894

Unirea a fost un ziar care a apărut la Blaj începând cu anul 1891, ca publicație a Bisericii Române Unite cu Roma. Primul director al ziarului a fost profesorul Vasile Hossu, care devenit ulterior episcop de Gherla. Din comitetul de redacție au făcut parte profesorii Alexandru Grama și Victor Smighelschi, respectiv academicianul Augustin Bunea.
În Unirea a debutat scriitorul Ion Agârbiceanu în anul 1899. Ziarul a publicat constant versuri ale poeților Lucian Blaga, Octavian Goga și Teodor Murășanu.
Imediat după 1919 director al ziarului a fost preotul Alexandru Ciura. Între 1922-1930 director al ziarului a fost Alexandru Rusu, care a devenit ulterior episcop de Maramureș, mort în închisoarea din Gherla în anul 1963.
Ziarul a fost desființat de autoritățile comuniste în martie 1945. Un ziar cu același titlu a fost înființat de comuniști la Alba Iulia în anul 1967, ca „organ al comitetului județean Alba al PCR.”